# Benzotrihlorid
Benzotrihlorid (trihlorotoluen) je organsko jedinjenje sa formulom . On se prvenstveno koristi kao intermedijar u pripremi drugih hemijskih proizvoda, npr. boja.

## Produkcija i upotreba
Benzotrihlorid se formira putem hlorinacije toluena mehanizmom slobonih radikala, koji katalizuje svetlo ili inicijator radikala kao što je dibenzoil peroksid. Dva intermedijara su prisutna:
Benzotrihlorid se hidrolizuje do benzoil hlorida:
On se takođe transformiše u benzotrifluorid, prekurzor pesticida: